# 4010 Nikolʹskij
4010 Nikolʹskij è un asteroide della fascia principale. Scoperto nel 1977, presenta un'orbita caratterizzata da un semiasse maggiore pari a 2,5493347 UA e da un'eccentricità di 0,1268337, inclinata di 5,42583° rispetto all'eclittica.